# 예형창
예형창(芮亨昌, 생몰년 미상)은 조선 초기 통사(通事, 통역관)를 지낸 인물로 조선왕조실록에 다수의 기록이 남아있다.

## 생애
- 평안도 창성(昌城)에 거주하는 김복생(金卜生)이 일찍이 여직(女直,여진족) 아로(阿魯)에게 잡혀 갔다가 도망해 요동으로 갔는데, 군사를 담당하는 도사(都司)가 아뢰어 통사(通事, 통역관) 예형창(芮亨昌)에게 붙여 돌려보냈다.[1]
- 중국 당나라 유귀(柳貴), 황원(黃原)이 일찍이 삼위 달자(三衛㺚子,만주 송화강에 사는 여진족과 몽고족의 혼혈족)에게 포로가 되었다가 올적합(兀狄哈, 두만강일대에 사는 여진족)에게 팔려 갔었는데, 이 때 영안도(永安道, 현 함경남도)의 훈융진(訓戎鎭, 세종때 북방 주요 지역을 방어하던 시설)으로 도망해 왔다. 통사(通事, 통역관) 예형창(芮亨昌)을 보내어 요동(遼東)으로 압송하였다.[2]
- 요동인(遼東人) 김삼파라파실(金三波羅波失)이 일찍이 모련위(毛憐衛, 명나라에서 여진족을 통치하기 위한 시설)에서 야인(野人)에게 사로잡혔었는데, 이 때 부령진(富寧鎭)에 와서 머물고 있으므로, 통사(通事, 통역관) 예형창(芮亨昌)에게 명하여, 요동(遼東)으로 돌려보내게 하였다.[3]
- 석강(夕講, 밤에 여는 경연)에서 현석규(玄碩圭)가 아뢰기를, '통사(通事, 통역관) 예형창(芮亨昌)이 궁각(弓角, 활을 만드는 황소의 뿔)의 거래 금지령을 어긴 것은 개인적인 일 때문이 아니었다 할지라도, 그 일을 비밀리에 하지 않은 죄는 의금부(義禁府)를 시켜서 다스려야 합니다'라고 하니, 임금이 '그렇게 하라'라고 하였다.[4]
- 의금부에서 아뢰기를, '통사(通事) 예형창(芮亨昌)이 경사(京師)에 가서 공무역(公貿易, 국가간의 무역)을 하는데 우각(牛角, 소의 뿔)을 은밀히 거래하는데 주의하지 아니하였으니, 그 죄의 율(律)이 장(杖) 1백 대의 수속(收贖, 형벌 대신 금전으로 보상)에 해당합니다' 하니, 임금이 '태(笞) 40대의 수속(收贖, 형벌 대신 금전으로 보상)하게 하라' 라고하였다.[5]
- 임금이 창덕궁의 편전 선정전(宣政殿)에서 심회(沈澮)와 이극돈(李克墩)을 불러 성절사(聖節使, 중국 황제나 태자의 생일을 축하하기 위해 보내던 사신)의 행차에서 궁각(弓角, 활을 만드는 황소의 뿔)의 거래를 금지한 법을 어긴 까닭을 물었다. 심회가 대답하기를,  '근자에 황제께서 태감(太監, 환관) 2명과 교위(校尉) 16명에게 명하여 옥하관(玉河館, 중국 북경에 있는 외국 사신이 묵던 집)의 일을 살피게 하였는데, 통사(通事) 예형창(芮亨昌)이 은밀히 우각(牛角)을 사서 아자(牙子, 무역 중개인)로 하여금 4대의 수레에 나누어 싣게 하고 통주(通州, 북경 동쪽의 도시)에서 만나기로 기약(期約)하였습니다. 이 사실을 교위가 알고 태감에게 고하여 황제께 아뢰어서 우각을 몰수하였고, 아자는 충군(充軍, 죄를 지은 사람을 군역에 복무하게 함)으로 시켰다고 합니다'  임금이 '중국 조정의 법이 엄하니, 이제부터 우리는 우각을 살 수 없을 것이다' 하니 이극돈이 아뢰기를, '중국 조정에서는 우리나라를 후하게 대우 하십니다. 고황제(高皇帝)께서 일찍이 화포(火炮)를 내려 주셨고 또, 정동(鄭同)이 말하기를, '만약 우각을 무역하기를 주청(奏請, 황제에게 간청)하면, 생각하건대 반드시 허락 하실겁니다'라고 하였습니다' 임금이 '내 장차 잘 생각해 보겠다'라고 하였다.[6]
- 중국 명나라 사람 장유(張留) 등 남녀 모두 7명이 건주위(建州衛,현 길림성 일대) 야인(野人)에게 사로잡힌 일이 있는데 장유 등 4명은 평안도(平安道) 창주진(昌洲鎭)에 도망쳐 오고, 김발적(金孛的) 등 3명은 이산진(理山鎭)에 왔으므로, 통사(通事) 예형창(芮亨昌)을 보내어 요동(遼東)으로 압송하게 하였다.[7]